# ЖФК Осијек
ЖНК Осијек је женски фудбалски клуб из Осијека, Хрватска. Клуб је основан 1990. и један је од најуспешнијих клубова у хрватском женском фудбалу са 16 титула првака Хрватске и 14 титула националног купа.

## Успеси
- Прва лига Хрватске
  - Првак (16) : 1994, 1995, 1996, 1997, 1998, 1999, 2000, 2001, 2002, 2003, 2007, 2008, 2009, 2010, 2011, 2012.
- Куп Хрватске
  - Освајач (14) : 1995, 1996, 1997, 1998, 1999, 2000, 2001, 2002, 2007, 2008, 2009, 2010, 2011, 2012.